# Кровяков, Сергей (пловец)
Сергей Кровяков (туркм. Sergeý Krowýakow; род. 1 апреля 1991, Ашхабад) — туркменский пловец. Чемпион Туркменистана.

## Биография
Сергей Кровяков родился в Ашхабаде. Студент российского МГЭИ. Участник трех чемпионатов мира по водным видам спорта в Мельбурне (2007 год), Риме (2009 год), Шанхае (2011 год), двух чемпионатов мира на короткой воде в Шанхае (2006 год), Манчестере (2008 год) и Кубка мира на короткой воде в Дубае (2011 год). В 2012 году дебютировал на Олимпиаде в Лондоне, время которое показал пловец (54.43 секунды) выше нормы национального мастера спорта Туркменистана на этой дистанции, это время на 0,07 секунды лучше предыдущего рекорда Туркменистана, установленного Андреем Молчановым на Азиатских играх-2010.